# Quinta (teatro)

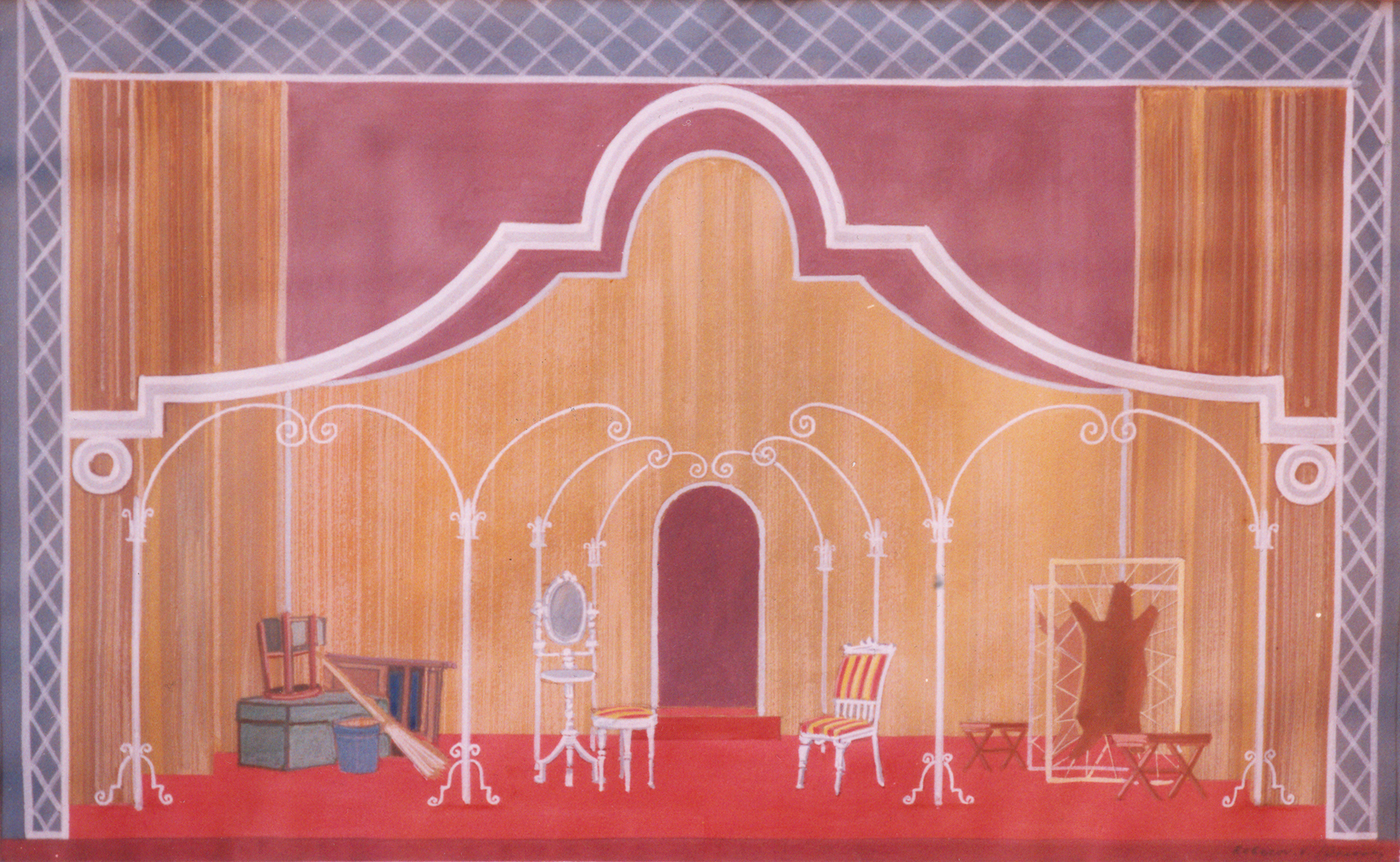
Le quinte, ai lati della scena, permettono l'ingresso degli attori e di fasci luminosi detti "tagli"

La quinta, teletta (nel teatro occidentale contemporaneo) o felletta (in disuso) è l'elemento scenico che, insieme con il cielo e il fondale, serve a rappresentare lo spazio scenico con ambienti architettonici di natura, di fantasia o neutri. Delimita gli spazi laterali del palcoscenico, mentre il cielo lo delimita in altezza.
Le quinte sono così chiamate perché in origine dividevano e intervallavano la profondità del palcoscenico in cinque parti.

## Descrizione
La quinta è un elemento scenico decorato, dipinto o neutro, che, posto lateralmente ai due lati del palcoscenico, descrive un ambiente, lasciando uno spazio fra ogni elemento per l'ingresso in scena di attori o attrezzi. Fra una quinta e un'altra possono entrare anche fasci luminosi detti "tagli". Le quinte possono essere parallele al boccascena o inclinate a spina di pesce per avere una "fuga prospettica" verso il centro.
Quasi sempre le quinte sono poste a sinistra e a destra del boccascena e si possono ripetere in più file: vengono posizionate simmetricamente in uno o più ordini a seconda della grandezza del palcoscenico e delle esigenze sceniche; quasi sempre a ogni coppia di quinte corrisponde un "cielo" o "aria" o soffitto.
Dietro le quinte, che mostrano al pubblico l'ambiente scenografico, con boschi, piazze, strade, ambienti interni e così via, ci sono i muri e il retroscena o altre strutture di servizio ("sfori").
Le quinte nascondono le numerose attività necessarie allo svolgimento dello spettacolo: macchinisti che preparano cambi di scena successivi; attori che si preparano al loro ingresso in scena; fonico e relative apparecchiature; eventuale suggeritore; sarta e costumi per un cambio rapido; personale addetto alla sicurezza. Da qui l'espressione "dietro le quinte" a indicare una serie di attività e persone fondamentali, ma invisibili. 

## Tipologia
Le quinte possono essere:
- In tela o altro tessuto pesante, come lana o velluto, con una zàgana (oppure una sacca) in testa e al piede dove sono infilati gli stangoni. Due corde in graticcia la tengono dritta e ben tesa; a terra è fermata con grappe di ferro.
- A panneggio, quando la tela viene lasciata libera e di una misura superiore a tre volte la larghezza; è corredata di nastri in testa per essere legata allo stangone e unita alla graticcia per mezzo di corde e nella parte bassa con una sacca su cui spesso sono inseriti dei piombi.
- Armata, quando la tela è montata (imbullettata) su telaio; è tenuta in piedi con tironi di legno o di ferro oppure da squadre dette anche "scrosce". Quando l'armatura è alta e superiore ai quattro metri, per evitare oscillamento alto e mantenere squadratura si inseriscono due saette a forma di V aperta verso l'alto detta "cappuccine".

L'armatura può essere di diverso materiale (legno, metallo, ecc.), mentre la stoffa può essere colorata (dipinta, semi-trasparente, ecc.), se è parte integrante della scenografia. In produzioni scarne, anche per mancanza di risorse o scelta di asciuttezza, si usano quinte neutre, per lo più nere, soprattutto in tela, chiamate "telette" o "telettoni", ovvero senza armatura, sospese attraverso tiri dalla graticcia su stangoni. Quando è neutra, la quinta ha solo una valenza di servizio a copertura e traguardo spazio scenico. Viene chiamata "parure".